# Hanaus-Indië

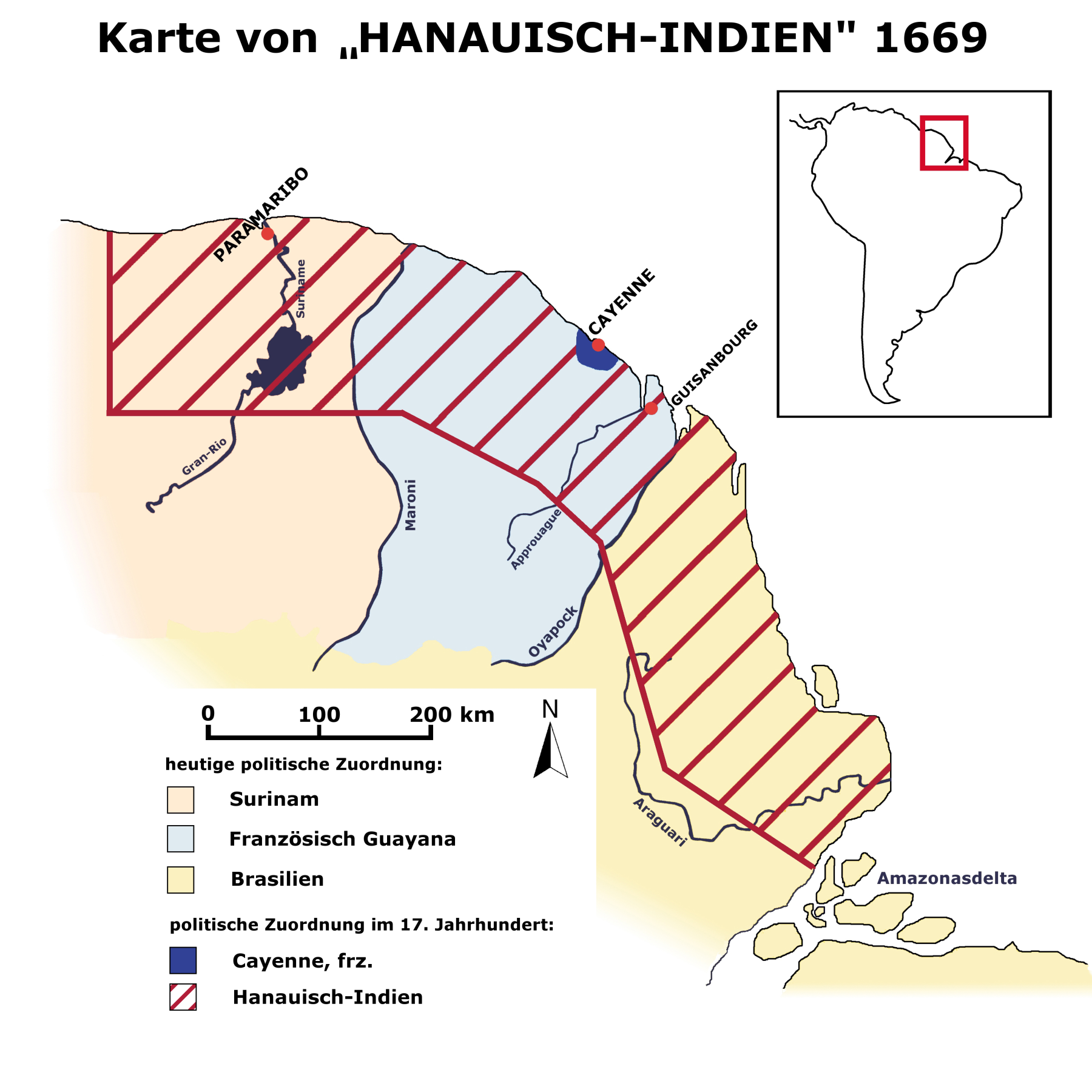
Kaart van het gebied waar Hanaus-Indië gevestigd zou worden.

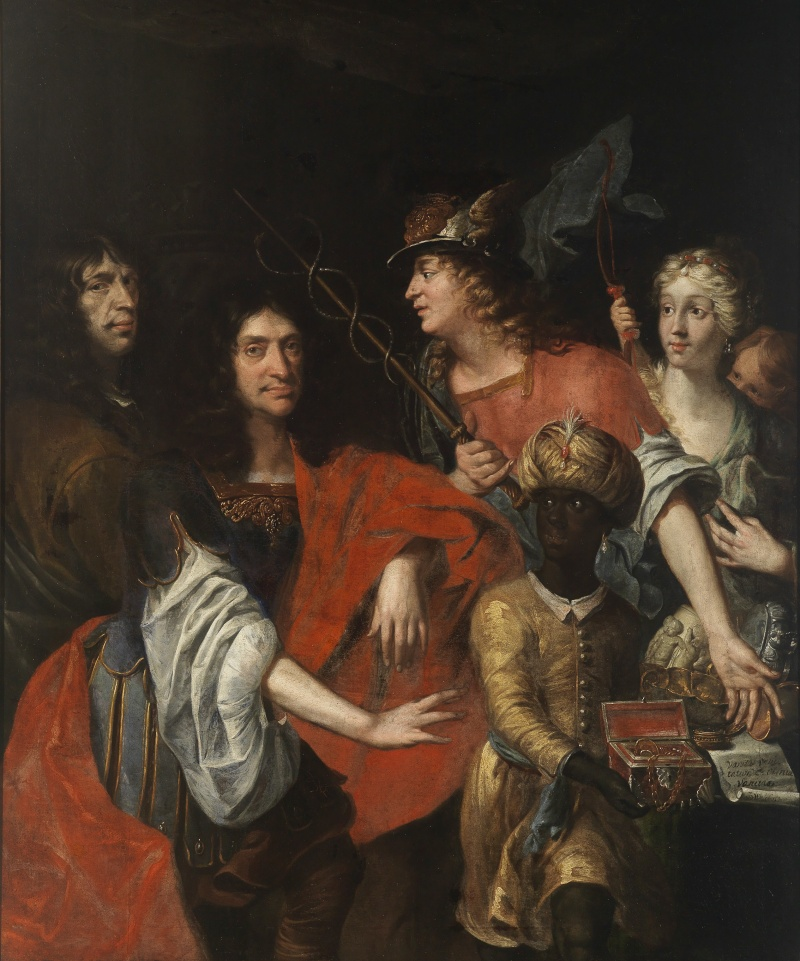
Allegorie op de verwerving van Suriname door graaf Frederik Casimir van Hanau, 1669. Door Johann David Welcker, 1676.

Hanaus-Indië (Duits: Hanauisch-Indien) was een in Zuid-Amerika geplande kolonie van het graafschap Hanau, die door een gebrek aan geld en kolonisten nooit is verwezenlijkt.
Op 18 juli 1669 sloot de geheimraad Johann Joachim Becher in opdracht van graaf Frederik Casimir van Hanau te Amsterdam een verdrag met de West-Indische Compagnie. Volgens het verdrag zou het graafschap Hanau een gebied van 3.000 vierkante Hollandse mijl (bijna 100.000 km²) tussen de Orinoco en de Amazone als leen van de WIC in bezit nemen. Hanau zou door het bezit van een kolonie een positieve handelsbalans moeten krijgen, wat volgens het mercantilisme een vereiste was voor gezonde overheidsfinanciën. De West-Indische Compagnie zou verregaande rechten in het gebied krijgen, waaronder het transportmonopolie op goederen van en naar de kolonie.
Vanaf het begin af aan leed het project aan een gebrek aan geld en kolonisten. Voor Hanau werd het een financieel fiasco, en in 1672 probeerde de graaf zijn rechten aan Engeland te verkopen. Door het uitbreken van de Hollandse Oorlog in hetzelfde jaar kwam een definitief einde aan het koloniale project.